# Louli Sanua
Louli Sanua (Paris 2e, 5 juillet 1886 - Boulogne-Billancourt, 8 octobre 1967) est une enseignante et pédagogue féministe française, qui a fondé en 1916 et dirigé la première grande école de femmes d'affaires, l'EHEC, renommée à la Libération HECJF et absorbée en 1975 par HEC Paris.

## Biographie

### Le creuset alsacien de la République (1886-1903)

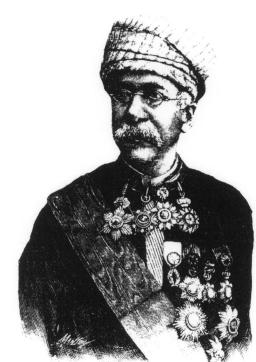
James Sanua, le père de Louli, précepteur des enfants du Khédive disgracié et premier écrivain en dialecte arabe d'Égypte, auteur de trente deux pièces de théâtre, traducteur des classiques français et figure majeure de la francophilie égyptienne.

Sarah Alexandrine Louise Sanua, dite Louli, « Perle » en arabe, est la fille de Yacoub Victor Sanua, dit James, satiriste égyptien aux origines laaz (judéoitaliennes) et premier auteur de théâtre en langue arabe, plus connu sous le pseudonyme de Rehlat Abou Naddara Zarla (Vagabond aux Lunettes vertes). Expulsé de l'Empire ottoman par le Khédive en 1878, neuf ans après l'inauguration du canal de Suez, vers Paris, où il se résigne à habiter en 1882 après être entré clandestinement au Caire et avoir échoué, durant le gouvernement insurrectionnel d'Orabi Pacha, dans un soulèvement contre le régime ségrégationniste du protectorat francobritannique, ce père polyglotte et déclassé vivra des cours de langues qu'il donne.
Dans la ville lumière, il a rencontré et épousé, à l'âge de quarante cinq ans, Zélie Blumenthal, la fille d'un relieur alsacien qui s'y était réfugié quand, à la suite de la guerre de 1870, sa province a été annexée à l'Empire allemand. Cette mère complétera les revenus du ménage en donnant des leçons de piano.
Poète d'une grande culture, personnalité brillante et exubérante, acteur en exil du réformisme féministe arabe, James Sanua veille à donner à sa fille la meilleure éducation. De 1893 à 1903, Louli Sanua est inscrite au collège Sévigné, équivalent pour les filles de l’École alsacienne. Elle y reçoit un enseignement d'avant garde strictement laïc et s'y lie aux filles de la bourgeoisie des faubourgs Saint-Jacques et Saint-Michel, souvent des familles intellectuelles d’origine juive ou protestante. La directrice, Mathilde Salomon, a connu à Phalsbourg les grands parents alsaciens de Louli. Ayant siégé au Conseil supérieur de l'instruction publique, une des premières femmes à y être admises, Mathilde Salomon servira de relai à celle qui aura été son élève.

### Préceptrice et femme d'entreprise (1904-1915)
Louli Sanua passe son baccalauréat littéraire en 1904 et s'inscrit à la faculté d'histoire de la Sorbonne. Comme le collège Sévigné n'enseigne pas le latin, encore réservé aux garçons, elle prend des cours dans une autre institution. Pour payer ses études, elle donne des cours à domicile. Dans le prospère et couteux Paris de la Belle Époque, cette activité prend rapidement la première place. Elle débute alors une carrière de préceptrice grâce au réseau de l'École alsacienne.
Cinq ans plus tard, en 1909, elle est présentée à Eugénie Ferry, veuve de Jules Ferry née Mathilde Risler, désormais membre de la Ligue de l’enseignement qui l’aide dans un premier temps à mettre en place une Association d’institutrices diplômées, AID. Cette société ouvre en 1910 et propose à domicile des institutrices diplômées. Celles-ci bénéficient d'une bibliothèque, un bulletin de liaison, un service médical et un service juridique.
En 1912, Louli Sanua, qui n'a que vingt-six ans, perd son père, âgé de soixante-treize ans et très diminué depuis plusieurs années.
En 1914, les Fraülen, baby sitters allemandes, sont interdites de travail et de séjour en France. Pour les remplacer, l'AID, société de placement, se double d'une école de formation de gouvernantes.

### Une grande école pour jeunes filles (1916-1917)
La Grande guerre stoppe le développement de son entreprise mais le manque d'hommes aux postes administratifs, tant dans les entreprises privées que dans les services publics, le chômage de ses adhérentes lui offrent l'occasion de la réorienter. Avec des appuis multiples, le sénateur Léon Bourgeois, le ministre du Commerce Georges Trouillot, le directeur de l’Enseignement technique, plusieurs membres du Conseil national des femmes françaises, elle se fait prêter le grand amphithéâtre, désormais vide, des Arts et métiers pour les mois de mai et juin 1916 et y teste, auprès d'une douzaine de jeunes filles sélectionnées par leurs lycées, un enseignement qu'elle a élaboré à partir des programmes d'écoles de commerce françaises et étrangères, et qui est dispensé bénévolement par des professeurs que le directeur de l'École des hautes études commerciales de Paris, HEC, a bien voulu détacher.
Le 4 octobre 1916, l'École pratique de haut enseignement commercial, EHEC, est inaugurée par le sénateur Edouard Herriot en présence de deux cents mères et filles, dont la fille d’un professeur du Collège de France, celle d’un médecin de l’Académie, la nièce d’un président de la République. La première promotion compte soixante dix sept élèves âgées de dix huit à vingt cinq ans, dûment autorisées par leurs pères, mais, à l'instar des cours du soir ouverts gratuitement aux femmes par la Chambre de commerce de Paris depuis 1898, le programme devra se conformer aux emplois qui leur sont effectivement offerts, ce jusqu'après guerre, secrétariat et comptabilité.

### Une pédagogie émancipatrice (1918-1920)
Louli Sanua n'aura de cesse de remanier le programme de son école pour servir son objectif, rendre les femmes professionnellement indépendantes et leur donner accès aux postes de directions. Si secrétariat, sténographie et dactylographie correspondent aux seules attentes des employeurs, elle y ajoute les matières des écoles de commerce, droit commercial et financier, cours de marchandises, économie politique, géographie, langues étrangères, et calligraphie. Elle assure elle-même le cours de secrétariat, dont elle fait des séances libres de « méthode et expression » visant à donner confiance en soi et préparer au poste de secrétaire de direction.
En 1918, elle scandalise quelques familles en « déshabillant » ses élèves pour des séances de gymnastique. Le programme est étalé à partir de cette date sur deux années.
En 1919, alors que la Conférence de paix refait le monde, la directrice de HEC Jeunes Filles ouvre rue d'Hauteville une école technique de publicité, ETP. C'est une formation complémentaire de trois mois préparant aux postes d'attachée de presse, chargée de relations publiques, assistante de concepteur-rédacteur de réclames, le premier établissement spécifiquement voué au métier de la publicité. Les cours sont assurés par le directeur d'agence Roger-Louis Dupuy et sont basés sur une méthode pédagogique imaginée par la directrice, susciter la compréhension à partir des expériences de cliente qu'ont vécues les élèves.
Le 30 janvier 1920, Louli Sanua est nommée membre du Conseil supérieur de l’instruction publique. À la mort d'Eugénie Ferry, le 26 juillet de cette même année 1920, elle hérite en grande partie de cette figure tutélaire, franc maçonne farouchement laïque et femme d'influence fortunée qui ne pouvait pas avoir d'enfants et l'a choisie pour être son exécuteur testamentaire.

### Diffuser la modernité libérale (1921-1928)
En 1923, durant l’Exposition internationale de Strasbourg commémorant le centenaire de Pasteur, elle reçoit le diplôme d’honneur de l’enseignement technique. Très attachée aux enseignements public et professionnel tel que l'ont conçu l'Alsacien par alliance Jules Ferry et le protestant Ferdinand Buisson, elle cède l'année suivante la propriété de son institut à la Chambre de Commerce de Paris, contre l'engagement d'être maintenue à la direction de celui-ci au moins pendant quinze ans et de recevoir le versement d’une retraite en fin de sa carrière.
En 1925, elle effectue un voyage d’études aux États-Unis. À Washington, elle assiste au sixième Congrès international des femmes. Elle visite plusieurs universités. À Boston, elle vient s'inspirer, pour un projet qu'elle a en plan, de l'école de techniques de vente de la WEIU (en) que dirige Lucinda Prince au sein du Collège Simmons (en) et rencontre le frère d’Edward Filene (en), Lincoln Filene (en), créateur en 1918 de la Chambre internationale du commerce de Genève et promoteur de l'organisation scientifique du travail, OST.
À son retour, à l'automne 1925, elle fonde l'ETV, École technique de vente, qui double pour les jeunes filles l'atelier de formation ouvert l'année précédente par la ville de Paris et qui concurrence les formations internes organisées par les paternalistes services du personnel des grands magasins.
Elle organise simultanément pour ses élèves de l'EHEC des conférences du soir sur l'étude du prix de revient. L'année suivante, ces conférences originales sont intégrées dans le cursus sous l'intitulé « Cours complémentaires ». En 1927, elles portent sur l’organisation scientifique du travail. Bientôt, les six cents auditrices sont rejointes par des chefs de service, des ingénieurs, qui finissent par être trois fois plus nombreux. Louli Sanua s'investit dans cet enseignement des techniques modernes à raison de trois conférences par semaine pendant vingt quatre semaines par année. Elle le complète de travaux pratiques et de visites d’usines ou de sociétés commerciales.

### Mariage et reconnaissance professionnelle (1929-1939)
À quarante et un an, Louli Sanua tombe enceinte. Fin mai 1929, elle épouse « dans la plus stricte intimité » le fils du mathématicien et philosophe Samuel Milhaud, Jean, descendant d'une dynastie chouadite (judéoprovençale) qui est son cadet de douze ans et dont elle aura deux fils, James, né en 1929, et Serge, en 1931. Polytechnicien, Jean Milhaud est le principal animateur la CGOST, organisme de formation professionnelle par lequel se répand en France l'organisation scientifique du travail. Depuis que Louli Sanua dispense ses Cours complémentaires, l'OST est enseignée, ou du moins abordée, à l'EHEC et c'est une de ses anciennes élèves, Antoinette Braumann, diplômée en 1926, qui est la secrétaire de Jean Milhaud, employée temporairement à ce titre en 1927 par Auguste Detœuf pour ses activités au Redressement français et deviendra en 158 directrice des éditions Hommes et techniques.
En 1930, elle reçoit la médaille d’or de l’Exposition internationale de Liège et en 1931, le Grand Prix de l’Exposition coloniale de Paris. En 1931, ses conférences ont un tel succès auprès des dirigeants d'entreprises, masculins, qu'elles ne sont plus données dans le cadre de l'EHEC mais à la CCP.
En 1936, elle fonde dans le 16e arrondissement l’École moderne. C'est une école nouvelle dans laquelle elle inscrit ses fils mais qui fermera en 1940.

### Guerre et fin de carrière (1940-1967)
En 1940, le régime de Vichy, contraint Louli Sanua de déménager son école à Chartres. Le 14 juin 1941, le second statut des Juifs l'exclut de l'enseignement ainsi que son mari.
Le couple se réfugie avec ses enfants à Montfort-l'Amaury. Elle fonde toutefois dans la ville voisine de La Queue-les-Yvelines une école d'agriculture pour jeunes femmes. Entre décembre 1941 et mai 1942, elle correspond avec la poétesse Renée de La Bonninière de Beaumont, baronne de Brimont, pour laquelle elle rédige des « billets du samedi », portraits de femmes qu'elle a connues. La mise en œuvre systématique de la politique de collaboration française à l'extermination raciale qu'inaugure le 16 juillet 1942 la rafle du Veld'hiv oblige la famille à se cacher de foyer en foyer.
À la Libération, Louli Sanua ne retrouve pas la direction de l’école, qu'assure l'ancienne directrice de la revue Hommes et techniques, Marie-Louise Régnier, mais elle y poursuivra un enseignement jusqu’à une retraite tardive, en 1958.